# Prang

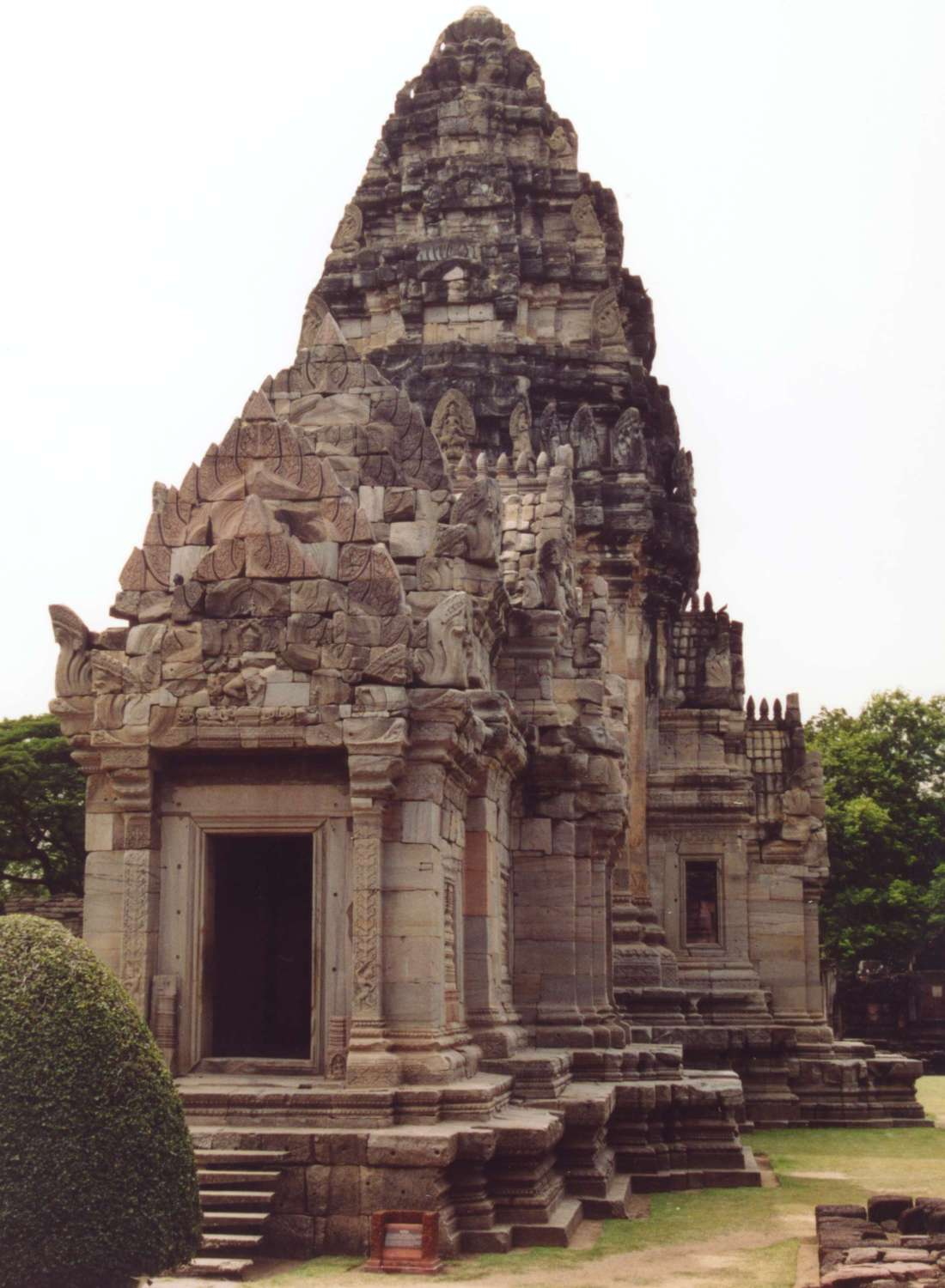
Prang von Phimai

Ein Prang (thailändisch ปรางค์, meist พระปรางค์ – Phra Prang) ist ein Tempelturm. Das thailändische Wort bezieht sich einerseits auf Turmbauten der Angkorzeit, andererseits auf Türme, die stilistisch an dieses Erbe anknüpfen. Ein Prang ist Teil eines Wat, einer buddhistischen Tempelanlage in Thailand.

## Entwicklung
Zwischen dem frühen 10. und dem späten 12. Jahrhundert errichteten die Khmer die ersten Prang auf heute thailändischem Gebiet, z. B. in Phimai und Khao-Phnom-Rung, aber auch in Lop Buri (siehe unten, Bild 1). Die Kultur der Khmer, des heutigen Staatsvolks von Kambodscha, war entschieden vom großen Handelspartner Indien geprägt. Dieser Einfluss ist sichtbar: Ein Prang, in der Sprache der Khmer Prasat, ähnelt in bemerkenswerter Weise den Shikhara, auch Rekha genannten Türmen indischer Tempelbauten.
Ursprünglich waren die Khmer-Tempel hinduistischen Göttern geweiht, vor allem Shiva, aber auch Brahma. Die Räume, in denen sich die Heiligtümer befanden, die so genannten Cellae, waren relativ klein. Und zwar aus zwei Gründen: Erstens waren die Rituale, die in ihnen abgehalten wurden, einer kleinen Elite vorbehalten – in der Hauptstadt der Khmer war es vielleicht nur der Gottkönig, der Zutritt hatte. Zweitens erlaubte es die Bautechnik der Khmer nicht, große, luftige Hallen zu schaffen. Der Zugang zur Cella erfolgte durch einen kleinen, meist nach Osten ausgerichteten Vorbau, dem Mandapa. Über der kubischen Cella erhob sich der zentrale Turm, Abbild des kosmischen Berges Meru, zunächst in steilstufiger Pyramidenform, seit Angkor Wat in abgerundeter Knospenform.
Nach dem Zusammenbruch des Khmer-Reiches adaptierten die thailändischen Baumeister von Sukhothai die Prang-Form. Sie verlängerten und verschlankten sie; das Baumaterial war nicht mehr Sandstein, sondern Ziegel; die Cella war nur noch über eine Treppe erreichbar. Beispiele finden sich im Wat Phra Sri Rattana Mahathat in Phitsanulok und im gleichnamigen Wat in Si Satchanalai (Bild 2). Spätere Entwicklungen des Prang deuteten die Cella nur noch an. Die Eingangstür wurde zu einer Nische, in der die Buddha-Statue platziert wurde, die ursprünglich die zentrale Position im Innern eingenommen hatte – aus Gründen der Symmetrie wiederholte man die Nische auf allen vier Seiten. Auf die Spitze des Turms setzte man eine dreidimensionale, mit neun „Zinken“ versehene, metallene Spitze (Thai: ฝักเพกา, fak peka; auch นภศูล – „Himmels-Speer“), die manchmal auch als Vajra oder „Waffe Indras“ bezeichnet wird.
Ein „moderner“ Prang ist eine schlanke, einem Maiskolben ähnliche Konstruktion, die ihre Khmer-Herkunft nur noch erahnen lässt. Als bestes Beispiel gilt der Wat Arun, das Wahrzeichen Bangkoks. Im Wat Phra Kaeo, dem Tempel des Smaragd-Buddhas in Bangkok, stehen acht dünne Prang in einer Reihe. Bild 3 (Wat Pho, ebenfalls Bangkok) zeigt einen von vier Türmen, die rund um den Bot die Haupthimmelsrichtungen markieren, Bild 4 drei der fünf Türme des Wat Phichaiyat in Thonburi.

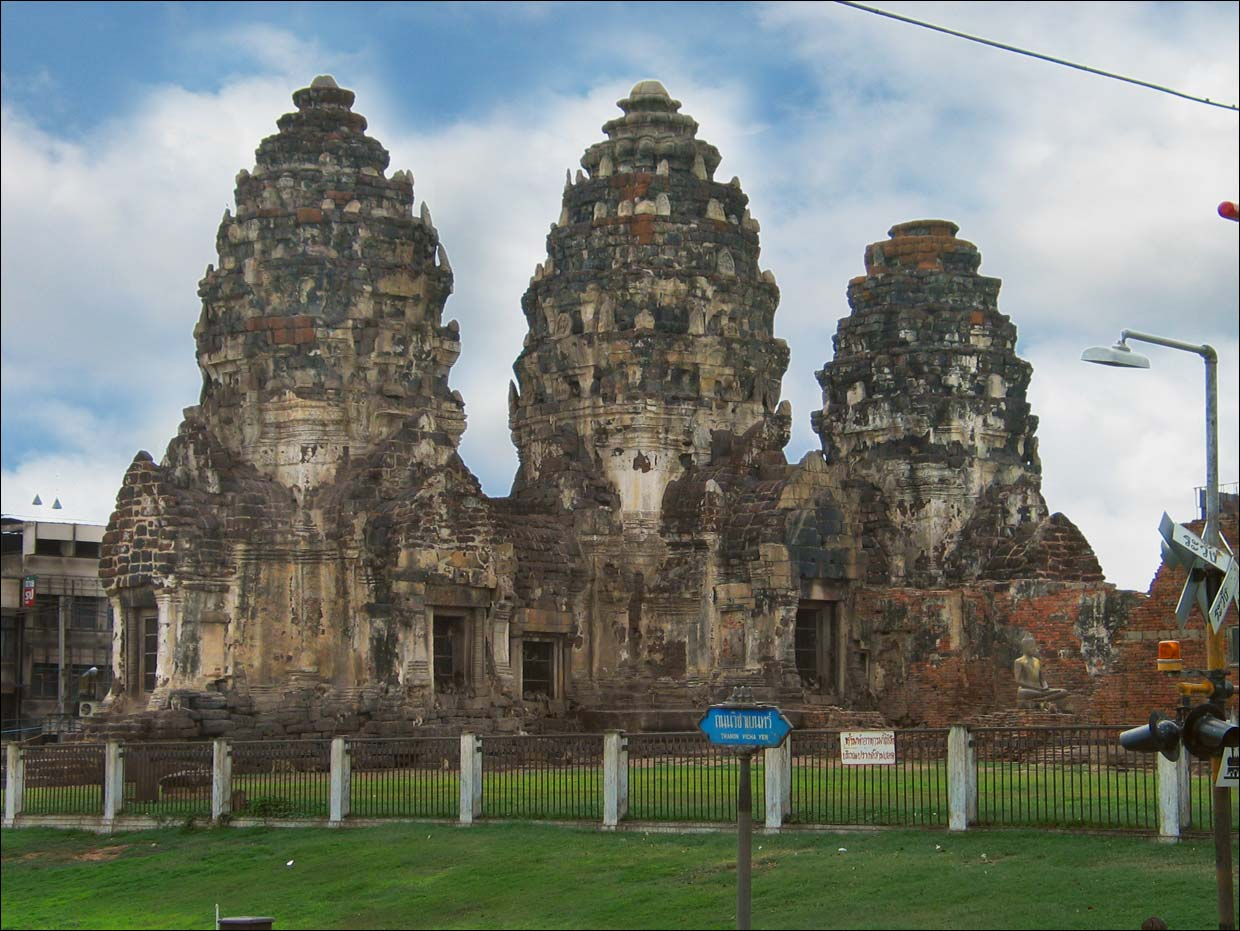
Bild 1: Prang Sam Yod, Lop Buri
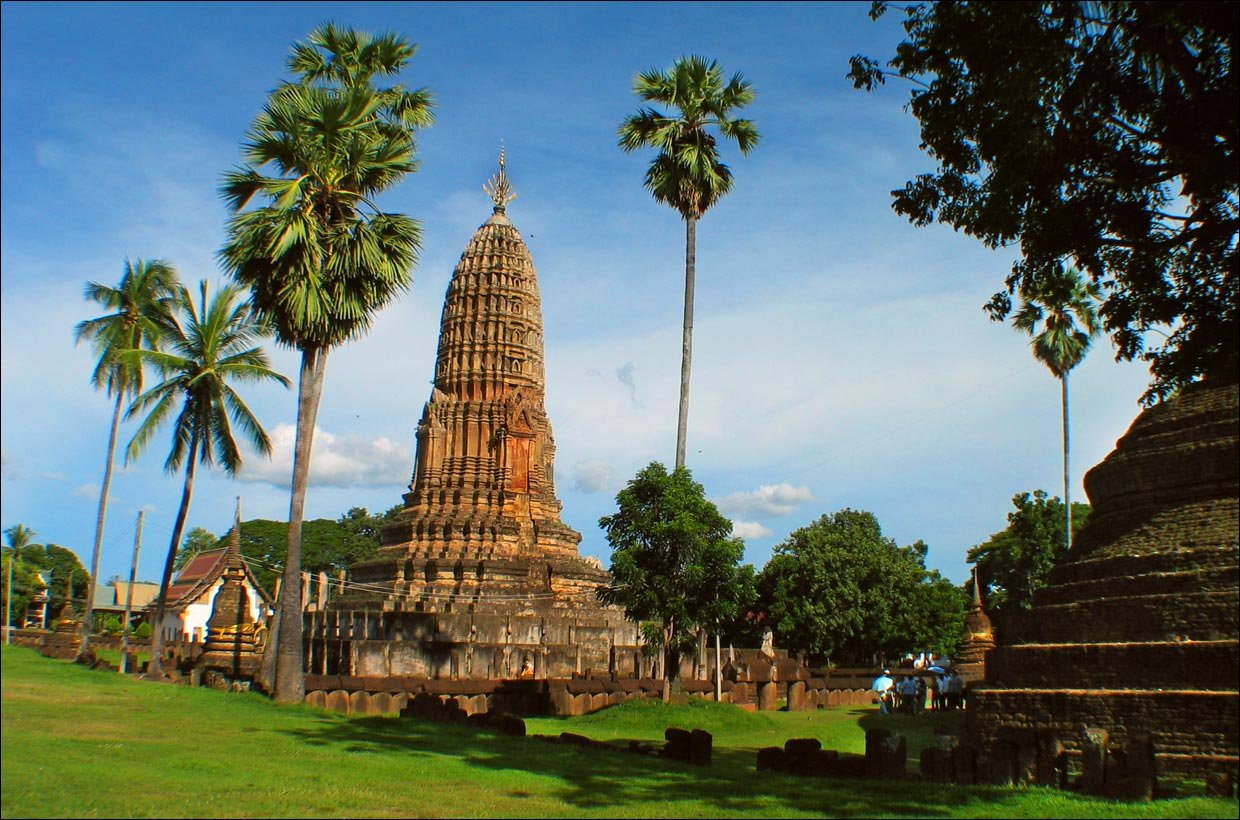
Bild 2: Wat Phra Sri Rattana Mahathat, Si Satchanalai
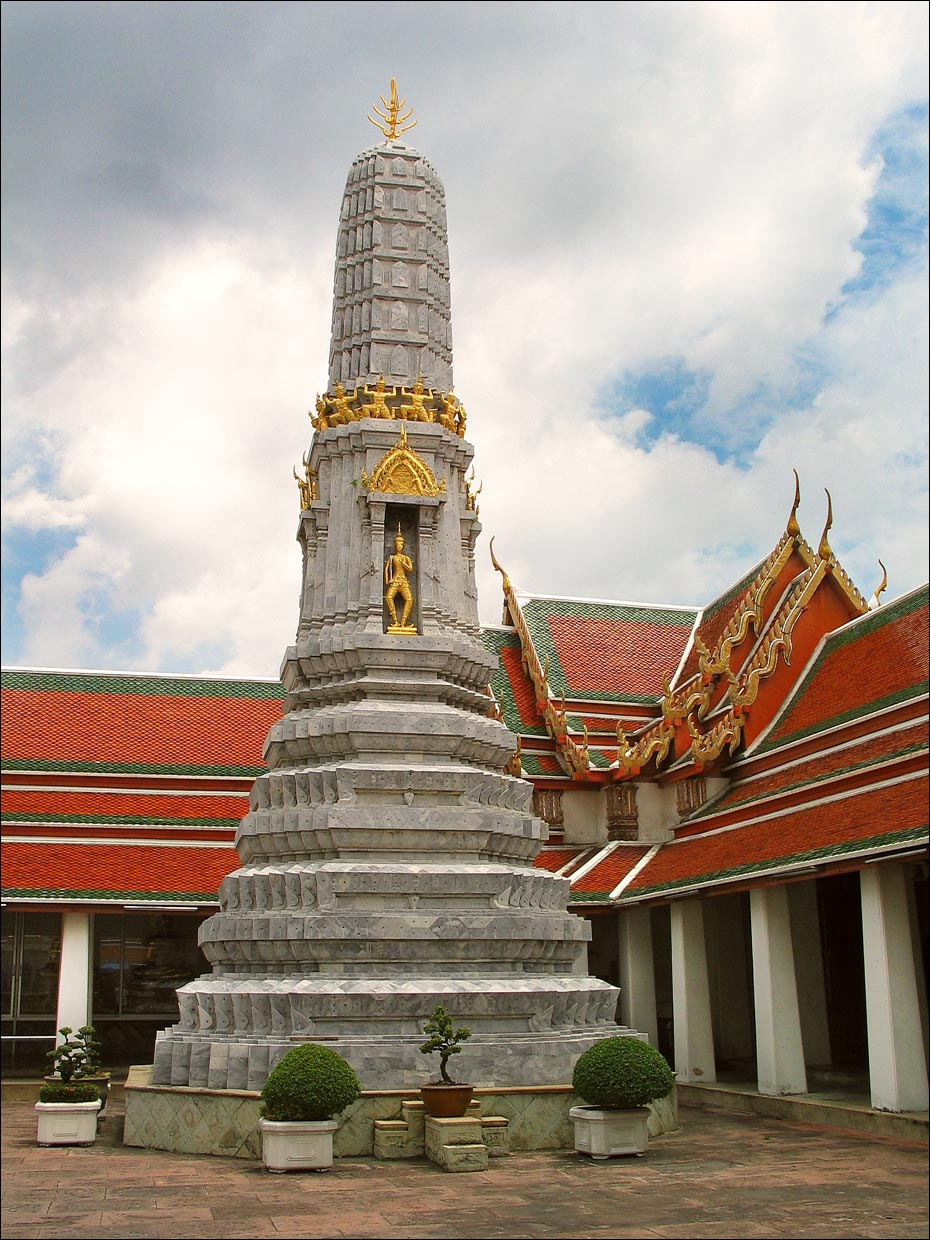
Bild 3: Phra Prang im Wat Pho, Bangkok
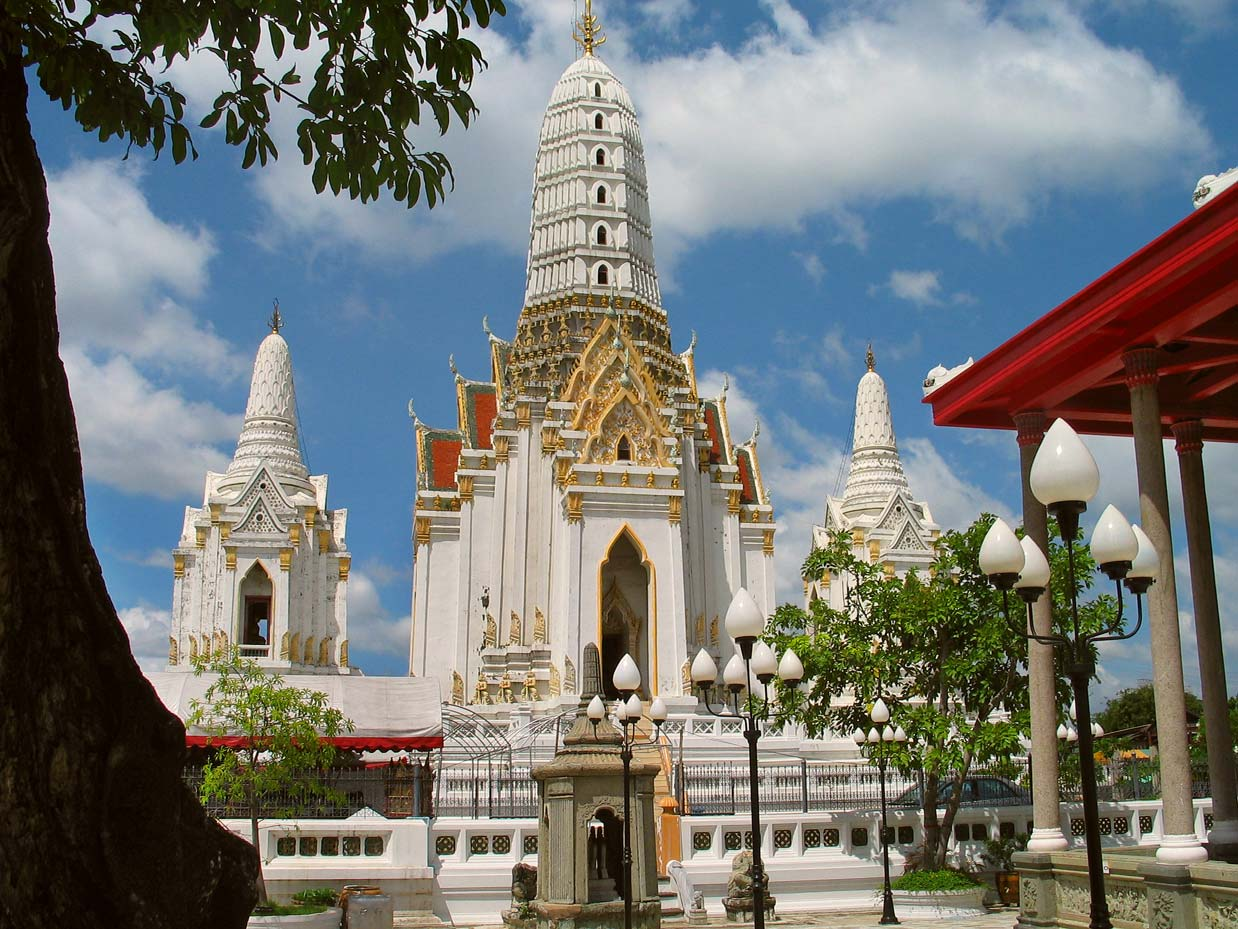
Bild 4: Wat Phichaiyat, Thonburi, Bangkok